# Franciszek Raczyński (duchowny)
Franciszek Karol Raczyński (ur. 3 września 1874 w Mszczonowie, zm. 26 stycznia 1941 w Sosnowcu) – polski ksiądz rzymskokatolicki, działacz społeczny, charytatywny i oświatowy. 
Syn Jana i Rozalii z Nowickich. Po ukończeniu szkoły średniej w Warszawie wstąpił do seminarium duchownego w Kielcach. W 1904 r. przyjął święcenia kapłańskie. Przez pierwsze lata pracował w Kielcach m.in. jako kapelan szpitala św. Aleksandra, prefekt szkolny i prokurator w seminarium duchownym. W 1910 r. skierowany do Sosnowca, gdzie pełnił posługę rektora kościoła kolejowego pw. Najświętszego Serca Pana Jezusa i prefekta Szkoły Realnej. W 1913 r. został prezesem Sosnowiecko-Sieleckiego Chrześcijańskiego Towarzystwa Dobroczynności. W strukturach tej organizacji prowadził szeroką działalność społeczną i charytatywna na rzecz biednych mieszkańców miasta. Był organizatorem m.in. bursy dla niezamożnej młodzieży wiejskiej, zakładów wychowawczych dla chłopców i dziewcząt, domów opieki dla ludzi starszych oraz kasy pożyczkowej dla ubogich. Do tej działalności zaangażował siostry ze Zgromadzenia Karmelitanek Dzieciątka Jezus, którego w 1930 r. został komisarzem. 
Prowadził też działalność oświatową, zakładając w Sosnowcu Gimnazjum Męskie im. Bolesława Prusa (1915), Szkołę Handlową im. Królowej Jadwigi (1917) oraz Żeńską Szkołę Rzemieślniczą (1927), która później przyjęła jego imię. Został też prezesem Towarzystwa Szkół Średnich oraz Towarzystwa Przyjaciół Szpitali dla Dzieci. W czasie II wojny światowej prowadził nadal pomoc dla biednych. W styczniu 1941 r. za głoszenie kazań patriotycznych został aresztowany i brutalnie przesłuchiwany przez Gestapo. Po przesłuchaniu zmarł na zawał serca.  
Pochowany został na cmentarzu w Sosnowcu. Jego pogrzeb prowadził biskup częstochowski Teodor Kubina. 8 września 2004 w kościele NSPJ biskup sosnowiecki Adam Śmigielski poświęcił tablicę upamiętniającą ks. Franciszka Raczyńskiego. 